# Friedhofskapelle (Bayrischzell)

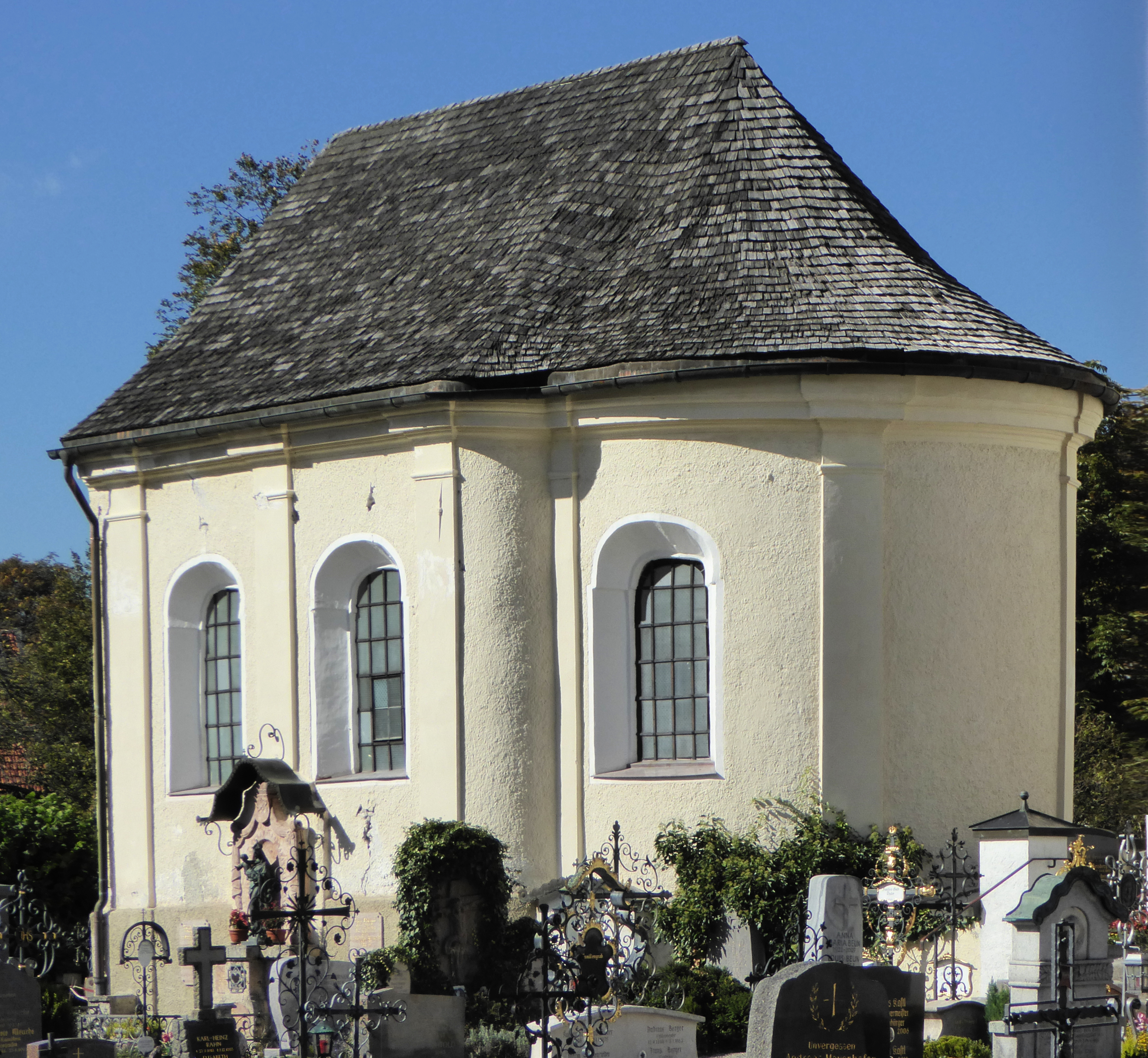
Friedhofskapelle in Bayrischzell

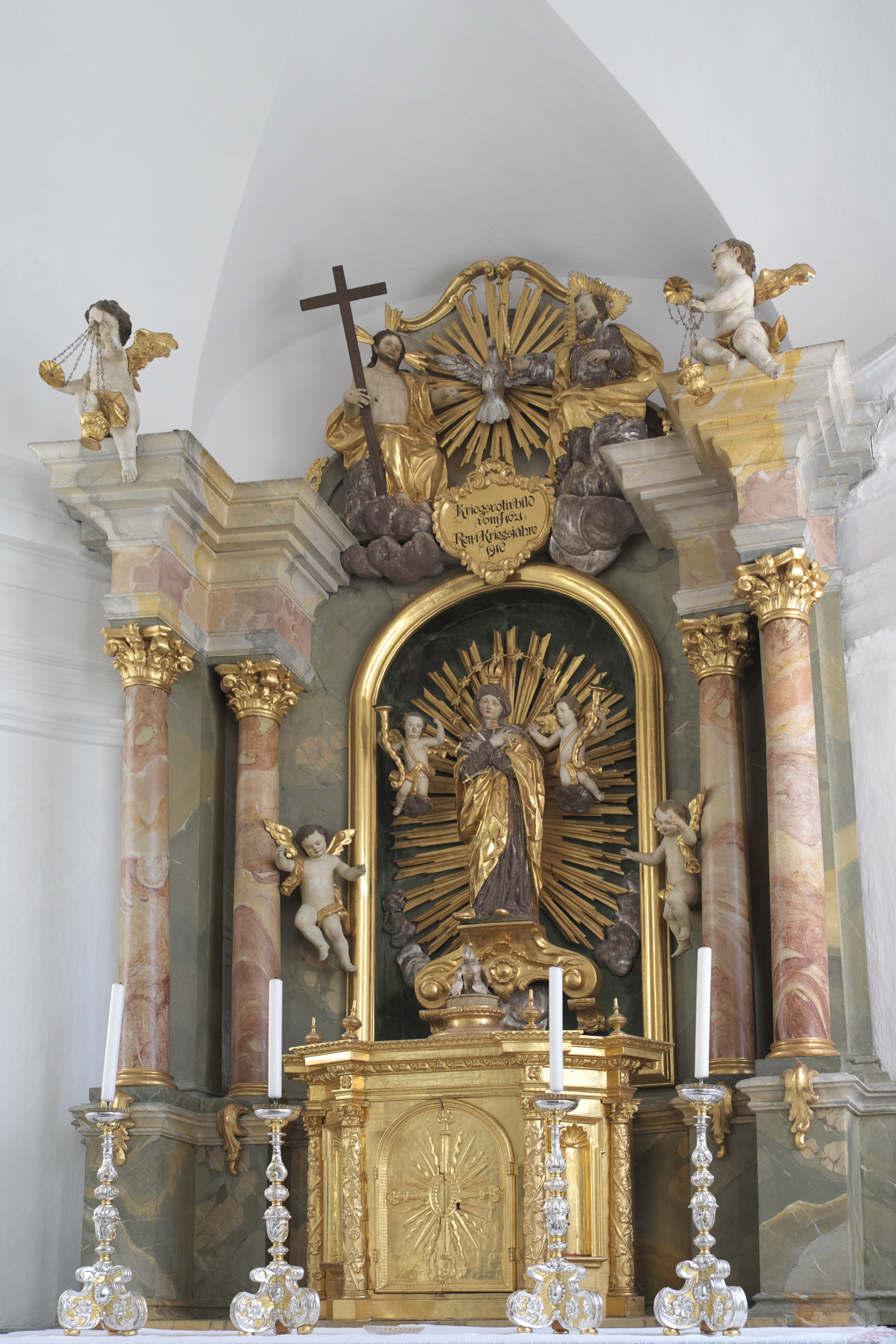
Altar in der Friedhofskapelle Bayrischzell

Die römisch-katholische Friedhofskapelle steht in Bayrischzell, einer Gemeinde im oberbayerischen Landkreis Miesbach. Das Bauwerk ist in der Liste der Baudenkmäler in Bayrischzell eingetragen.

## Denkmalschutz
Die Friedhofskapelle steht unter Denkmalschutz und ist unter der Aktennummer D-1-82-112-2 in der Denkmalliste des Bayerischen Landesamtes für Denkmalpflege erfasst.

## Beschreibung
Die barocke Kapelle wurde 1785 anstelle eines Beinhauses errichtet und 1979/80 renoviert. Sie besteht aus einem Langhaus mit zwei Jochen und einem eingezogenen, halbrund geschlossenen Chor im Osten, die beide mit Pilastern gegliedert und mit Schindeln bedeckt sind. 
Die 1785 eingefügten Fresken an der Decke wurden stark übermalt. Auf dem Altarretabel des spätbarocken Altars sind die Sieben Schmerzen Mariens dargestellt. Am Chorbogen befinden sich zwei Gemälde, auf denen die heilige Helena und Aloisius von Gonzaga dargestellt sind.